# Real Academia Burgense de Historia y Bellas Artes (Institución Fernán González)
La Real Academia Burgense de Historia y Bellas Artes, Institución Fernán González, es una organización cultural española fundada en 1946. Su sede estuvo durante muchos años en el Consulado del Mar de la ciudad de Burgos, hasta su traslado en 2023 a unas instalaciones de la Fundación Círculo, en la misma ciudad.
La Institución Fernán González está patrocinada por la Diputación Provincial de Burgos. Recibe su nombre del conde castellano Fernán González, héroe de la independencia de Castilla. «Burgense» es una forma culta del gentilicio de Burgos, cuya forma más común es «burgalés».
El objetivo de la Institución es, según el acta de constitución de la misma firmada por el presidente de la Diputación Provincial, Julio de la Puente Careaga el 15 de febrero de 1946:

cultivar, promover y difundir los valores históricos, artísticos y literarios de Burgos, como Cabeza de Castilla, con el estudio, amparo y divulgación del arte, la historia y la literatura castellanas, dentro y fuera de la provincia.

## Publicaciones

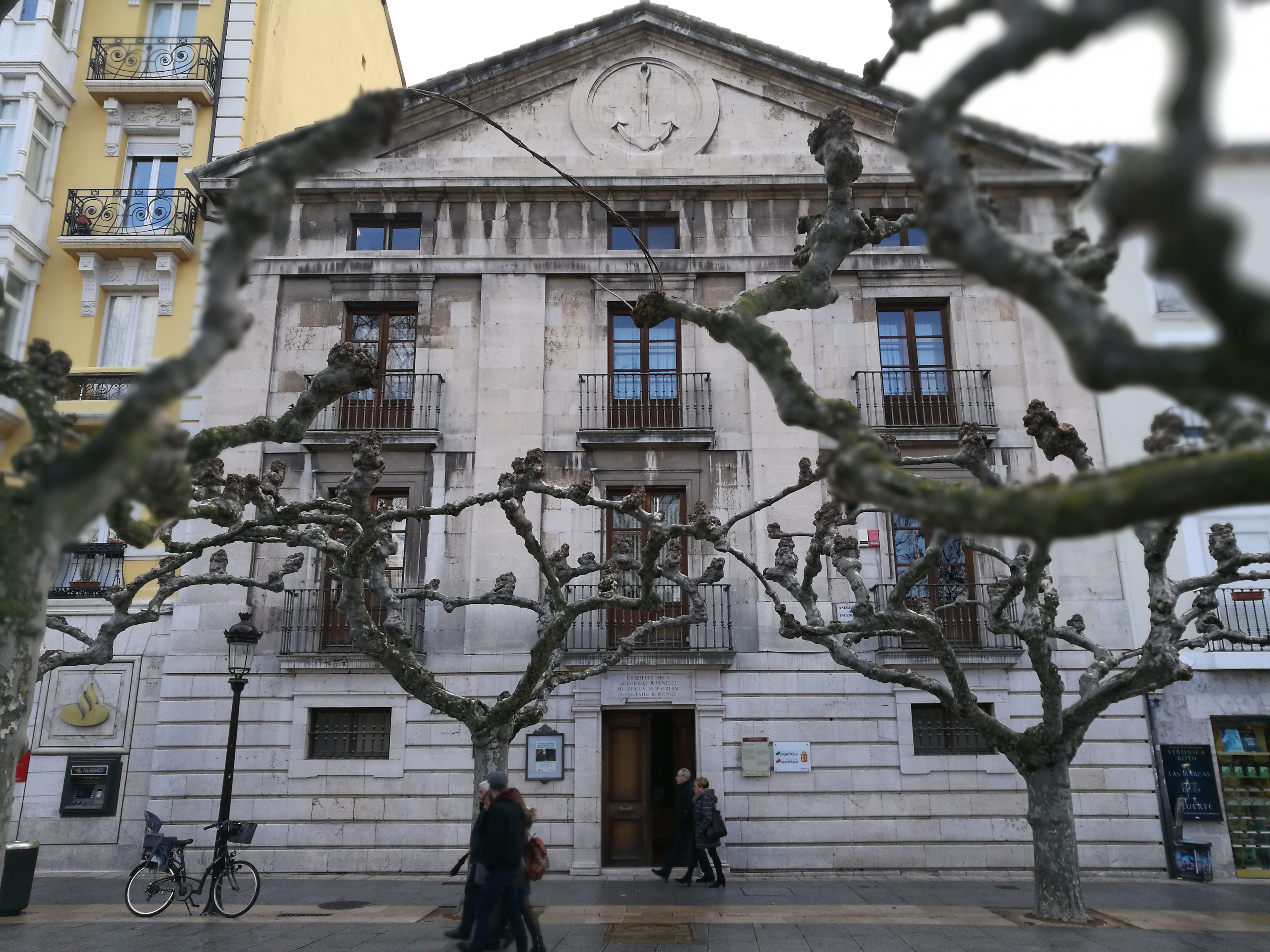
Consulado del Mar de Burgos, sede durante muchos años de la Academia en el Paseo del Espolón

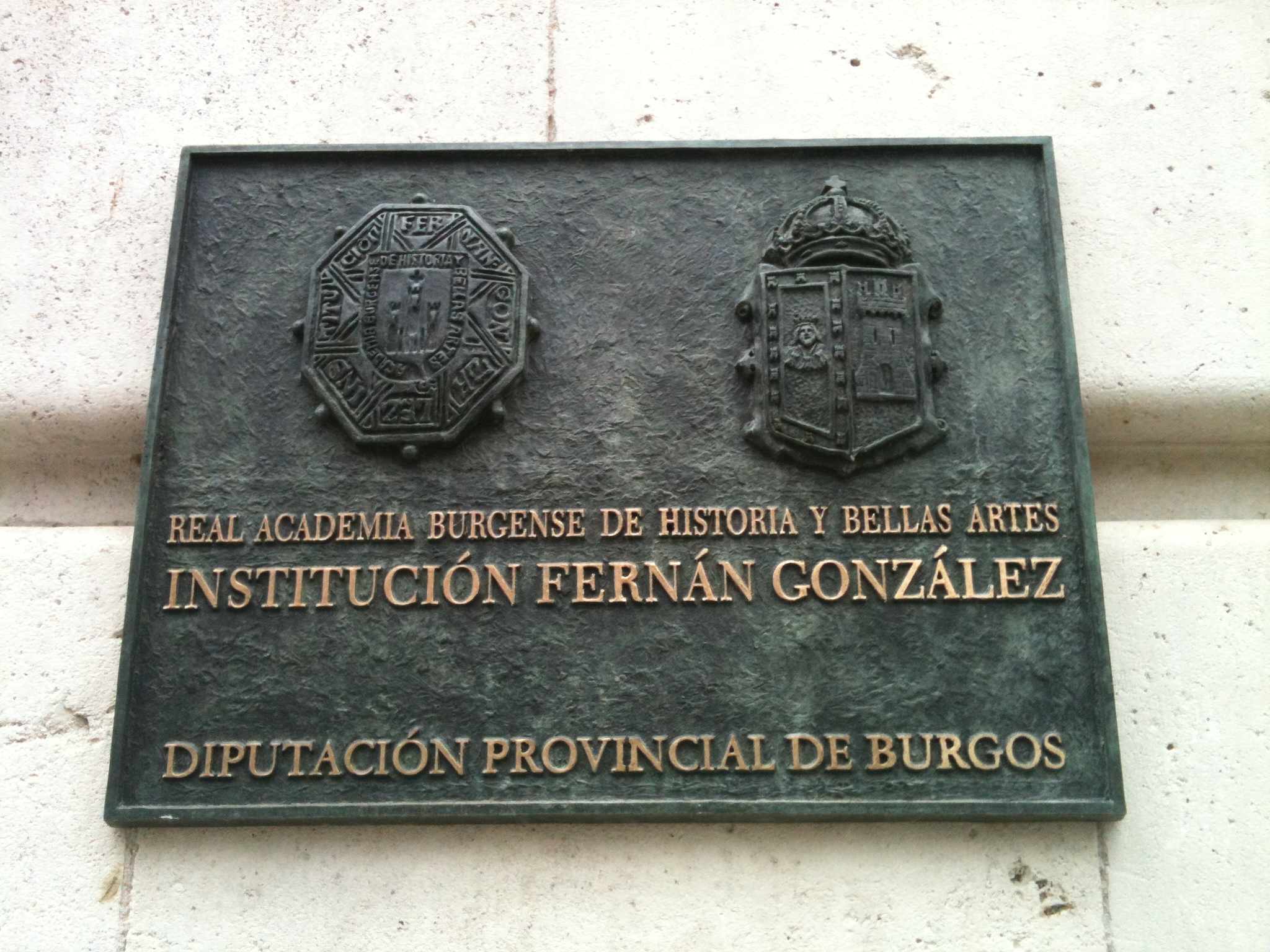
Placa en la fachada del Consulado del Mar de Burgos

Aparte de numerosos libros monográficos, la Institución asumió en 1946 la publicación periódica del Boletín de la Comisión Provincial de Monumentos Históricos y Artísticos de Burgos (fundado en 1922), al que dio el nombre de Boletín de la Institución Fernán González. Todos los boletines están digitalizados y desde 2012 están a disposición de los investigadores en internet.
Entre las publicaciones físicas y digitales de la Institución Fernán González, es especialmente significativa la del llamado Fondo Machadiano, con documentos del poeta Manuel Machado legados en 1948 por su viuda Eulalia Cáceres al sacerdote y académico Bonifacio Zamora. Aparte de la edición facsímil publicada en varios volúmenes entre 2005 y 2006, se digitalizó y puso a disposición del público todo este archivo en 2015, gracias al patrocinio de Cajacírculo. Entre otros documentos, figuran seis centenares de cartas enviadas a los hermanos Machado por personalidades de la talla de Miguel de Unamuno, Azorín, Pío Baroja, Jacinto Benavente, Concha Espina, Jorge Guillén, Gerardo Diego, Ramón Menéndez Pidal, Julio Romero de Torres, la duquesa de Alba, Eugenio D'Ors, María Palau, José María Pemán, los Luca de Tena o Serrano Suñer.

## Fondos y legados
En el fondo documental y artístico legado por José María Zugazaga, quien fue secretario del poeta Manuel Machado, apareció en 2023 un poema inédito de Antonio Machado, escrito en Soria, seguramente al tiempo que los que incluyó en Campos de Castilla.
En 2024 la familia de Luis Martín Santos donó un óleo del pintor Francisco Espinoza, gran amigo del filósofo, que poseía desde 1957, fecha en la que el pintor lo realizó a espátula en París.

## Premio Consulado del Mar para Jóvenes Investigadores
En 2012 la Institución Fernán González instituyó el Premio Consulado del Mar para Jóvenes Investigadores para potenciar los estudios de las relaciones entre Castilla y el extranjero. El premio quedó desierto en sus dos primeras convocatorias.

## Premio Úrbel de Literatura
Fundado y dotado en 2018 por el poeta Antolín Iglesias Páramo y convocado y publicado por la Institución Fernán González, su objetivo es promover la creación literaria entre los escolares burgaleses.

## Convenios Académicos
Real Academia Burgense de Historia y Bellas Artes, la Institución Fernán González ha firmado diversos convenios académicos, fomentando iniciativas de investigación y aprendizaje, entre ellos con la Escuela de Arte y Superior de Diseño de Burgos, IES Cardenal López de Mendoza, la Universidad de Burgos, y en 2017 convenio del proyecto de doctorado con la Universidad Isabel I de Burgos.